# Asiotridactylus aethiopicus
Asiotridactylus aethiopicus är en insektsart som beskrevs av Günther, K.K. 1995. Asiotridactylus aethiopicus ingår i släktet Asiotridactylus och familjen Tridactylidae. Inga underarter finns listade i Catalogue of Life.